# Rostislav Pliatt
Rostislav Yanovitch Pliatt (en russe : Ростисла́в Я́нович Плятт) de son vrai nom Rostislav Ivanovitch Pliat, né dans l'Empire russe à Rostov-sur-le-Don le 13 décembre 1908 et mort à Moscou le 30 juin 1989 , est un acteur soviétique d'origine russe.
Il est apparu dans de nombreux films entre 1939-1987, dont À l'intérieur d'une tempête et Zoya. Il est artiste du peuple de l'URSS en 1961, et lauréat du prix d'État de l'URSS en 1982.

## Biographie
Rostislav Pliatt est le fils d'un avocat de Rostov, Yan Iossifovitch Pliatt, d'une famille d'origine polonaise russifiée, et de son épouse Zinaïda Ivanovna Zakamennaïa, née à Poltava. Rostislav Pliatt est baptisé dans la religion orthodoxe. Sa mère souffre de tuberculose et la famille s'installe à Kislovodsk sous un climat plus clément pour la soigner. Elle meurt en 1916 et le père déménage à Moscou où il se remarie un an plus tard. C'est à Moscou que l'adolescent fait la connaissance du monde du théâtre où le père compte de nombreux clients. Rostislav Pliatt commence à monter sur scène au théâtre studio de Iouri Zavadski en 1927. En 1936, le théâtre déménage à Rostov-sur-le-Don et il vient s'installer dans la ville. Plus tard, il intègre la troupe du théâtre dramatique Maxime Gorki de Rostov-sur-le-Don.
De retour à Moscou, de 1938 à 1941, il est acteur du Théâtre du Lenkom, puis, de 1941 à 1943, du Théâtre dramatique. À partir de 1943, il travaille au Théâtre Mossovet.
L'artiste est enterré à Moscou au cimetière de Novodevitchi. Il laisse une veuve, Neonila (dite Lioudmila) Semionovna Maratova (1928-2008) qu'il avait épousée après la mort de sa première épouse, Nina Vladimirovna Boutova (1908-1978), actrice du Mossoviet et artiste émérite de RSFSR (1972). L'artiste n'a eu aucune descendance de ses deux mariages.

## Filmographie partielle
cinéma
- 1939 : Lénine en 1918 (Ленин в 1918 году) de Mikhail Romm : un militaire
- 1939 : L'Enfant trouvé (Подкидыш, Podkidych) de Tatiana Loukachevitch : le géologue célibataire
- 1941 : Le Rêve (Мечта) de Mikhaïl Romm : Yanek, le cocher
- 1944 : Zoya (Зоя) de Leo Arnchtam : soldat allemand
- 1946 : Le Croiseur Variague (Крейсер «Варяг») de Viktor Eisymont : commandant du croiseur anglais
- 1947 : L'Institutrice du village (Сельская учительница) de Marc Donskoï : le professeur
- 1947 : Le Printemps (Весна) de Grigori Aleksandrov : Vassili Boubentsov
- 1949 : La Bataille de Stalingrad (Сталинградская битва, Stalingradskaïa bitva) de Vladimir Petrov : Hermann Hoth
- 1956 : Meurtre dans la rue Dante (Убийство на улице Данте) de Mikhaïl Romm : Grin, impresario
- 1961 : Absolument sérieusement (Совершенно серьёзно), film à sketches d'Eldar Riazanov, Leonid Gaïdaï, Naoum Trakhtenberg, Edouard Emoïro et Vladimir Semakov
- 1965 : Je vais au-devant de l'orage (Иду на грозу, Idou na grozou) de Sergueï Mikaelian : Dankevitch
- 1984 : Postface (Послесловие, Poslesloviye) de Marlen Khoutsiev : Alexeï Borissovitch

télévision
- 1973 : Dix-sept Moments de printemps (Семнадцать мгновений весны) de Tatiana Lioznova (mini-série télévisée) : Fritz Schlag
- 1987 : Les Rendez-vous du minotaure (Визит к Минотавру) d'Eldor Urazbaev : Niccolò Amati

doublage
- 1956 : Une flamme brule dans la yaranga (В яранге горит огонь) de Olga Khodataïeva : narration

## Distinctions
- Artiste émérite de la RSFSR (1947)
- Ordre de l'Insigne d'honneur (1947)
- Ordre du Drapeau rouge (1949, 1968)
- Artiste du Peuple de la RSFSR (1949)
- Artiste du peuple de l'URSS (1961)
- Ordre de Lénine (1978, 1989)
- Prix d’État de l'URSS (1982)
- Ordre de la révolution d'Octobre(1982)
- Ordre de l'Amitié des peuples (1983)
- Héros du travail socialiste (1989)